# Живанши, Юбер де
Граф Юбер Джеймс Марсель Таффин де Живанши (фр. Hubert James Marcel Taffin de Givenchy; 21 февраля 1927, Бове — 10 марта 2018) — французский модельер, основатель модного дома Givenchy (1952). Его понимание моды воплощали две знаменитые клиентки — актриса Одри Хепбёрн и первая леди США Жаклин Кеннеди.

## Биография
Правнук французского живописца Пьера-Адольфа Бадена, Юбер Джеймс Таффин де Живанши родился 20 февраля 1927 года в Бове, в протестантской семье. 
Юбер учился в Школе изящных искусств в Париже. После освобождения Франции от нацистской оккупации он вернулся в Париж, где работал ассистентом и учился у таких модельеров, как Жак Фат, Робер Пиге, Люсьен Лелонг, Эльза Скиапарелли.
2 февраля 1952, в возрасте 25 лет, Юбер открыл собственный дом моды Givenchy. На тот момент он был самым молодым из творцов высокой моды.
Первая же его коллекция имела успех. Его пресс-агентом и «лицом компании» стала манекенщица Беттина Грациани. Для неё он создал блузку «Беттина» — скромную хлопчатобумажную белую блузку с черно-белыми воланами на рукавах.
В 1953 году Живанши знакомится со своим кумиром, испанским модельером Кристобалем Баленсиага. Живанши поддержал Баленсиагу, когда тот в 1957 году решил не допускать прессу на свои показы. Чтобы журналисты не могли влиять на мнение покупателей, им позволялось в первый раз увидеть новую коллекцию лишь восемь недель спустя.
Воплощением представлений Живанши о том, как должна выглядеть женщина, для которой он создаёт свои модели, стала актриса Одри Хепбёрн. Их 39-летнее сотрудничество началось с фильма «Сабрина» (1954) — Юбер сделал для артистки несколько нарядов, однако не был упомянут в титрах. В 1955 году Эдит Хэд, которая была официальным художником по костюмам этого фильма, получила за «Сабрину» премию «Оскар». Хепбёрн стала близким другом Живанши и впредь одевалась только у него как в жизни, так и в кино, также участвовала в показах его коллекций. Фильмы «Забавная мордашка» (1957), «Завтрак у Тиффани» (1961), «Шарада» (1963) и «Как украсть миллион» (1966), где актриса снималась в нарядах «от Живанши», стали символом утончённой элегантности того времени.
Для Хепбёрн дизайнер создал свои первые духи — аромат L’Interdit. Они вышли в 1957 году, спустя пять лет после показа его первой коллекции от-кутюр. Успех этого цветочно-альдегидного, с пудровым оттенком аромата, предопределил создание компании Parfums Givenchy.
Другой женщиной, воплощавшей стиль Живанши, была Жаклин Кеннеди. Так, на похоронах мужа, президента США Джона Кеннеди, она была в платье от Живанши.
В 1973 году Живанши начал создавать коллекции одежды для мужчин. В 1974 году был выпущен третий мужской аромат компании — Givenchy Gentleman, созданный парфюмером Полем Леже (Paul Leger).
В 1995 году Живанши объявил об уходе из модной индустрии. В январе 2007 года почта Франции выпустила две марки, посвящённые Дню святого Валентина, автором дизайна которых был Юбер де Живанши. В январе 2016 года был одним из первых, кто выступил в защиту Музея ткани, который правительство планировало закрыть из-за недостатка финансирования. В 2017 году обращался к президенту Олланду по этому поводу.
Живанши жил в замке Château du Jonchet, внесенном в список исторических замков в Ромийи-сюр-Эгр, Эр-эт-Луар, недалеко от Парижа. Выйдя на пенсию, он сосредоточился на коллекционировании бронзовых и мраморных скульптур 17-го и 18-го веков. В июле 2010 года он выступил в Оксфордском союзе. С 8 по 14 сентября 2014 года, во время биеннале антикваров, он организовал частную выставку-продажу на Christie's в Париже, на которой были представлены работы Жан-Батиста-Клода Одио, Национальной Севрской мануфактуры, Жака-Луи Давида и Анны-Луи Жироде де Русси.-Триосон и др.
Юбер де Живанши умер во сне у себя дома в замке Château du Jonchet в субботу, 10 марта 2018. Ему был 91 год, он был похоронен на кладбище Пасси в Париже.

## Семья
Отец — Люсьен Таффин де Живанши, маркиз Живанши (1888—1930). Семья Таффин де Живанши берет свое начало в Венеции (первоначальная фамилия была Таффини) и была возведена в дворянство в 1713 году, когда главой семьи стал маркиз Живанши. 
Мать — Беатрис («Сисси») Баден (1888—1976). 
Старший брат — Жан-Клод Таффин де Живанши (1925—2009), который унаследовал маркизат семьи и в конечном итоге стал президентом Parfums Givenchy, с 1951 года — гражданин США. Имел 7 детей:
- Племянник — Ричард Таффин де Живанши (1948–2021), близнец Патрика.
- Племянник — Патрик Таффин де Живанши (род. 1948), близнец Ричарда.
- Племянник — Филипп Таффин де Живанши (род. 1952), бывший владелец Atmosphere by Philippe de Givenchy, LLC, базирующейся в Гринвиче, штат Коннектикут.
- Племянник — Юбер Таффин де Живанши (1954–2016), который женился на парижской модели, родившейся в Гонконге, Сюзи де Живанши. У них было трое сыновей.
- Племянница — Беатрис Таффин де Живанши (род. 1956)
- Племянник — Джеймс Таффин де Живанши (род. 1963), близнец Оливье, который женился на американском модельере Джине де Живанши. У них есть дочь Стелла. Совладелец замка Château du Jonchet, выкупленного совместно с братом Оливье в 2018 году у Филиппа Вене.[14]
- Племянник — Оливье Таффен де Живанши (род. 1963), близнец Джеймса, франко-американский финансист и региональный руководитель JPMorgan Chase, совладелец замка Château du Jonchet, выкупленного совместно с братом Джеймсом в 2018 году у Филиппа Вене. Женился в первый раз на Кристине (урожденной Поль; позже Гулдинг), от которой у него есть дочь Габриэлла и сын Николас, развелся и женился во второй раз на родившейся в Мельбурне консультанте по управлению активами, ставшей предпринимателем в сфере товаров для дома Зои де Живанши (урожденной Купер), от которой у него есть еще один сын Луи и дочь Инес.[14]

Юбер де Живанши никогда не был женат и не имел детей. На протяжении более 50 лет был связан личными отношениями с модельером Филиппом Вене вплоть до своей смерти в 2018 году.